# Kurt von Schleicher
Kurt Ferdinand Friedrich Hermann von Schleicher, có thể gọi ngắn gọn là Kurt von Schleicher (ngày 7 tháng 4 năm 1882 đến ngày 30 tháng 6 năm 1934) là một vị tướng Đức và là vị Thủ tướng thứ hai của Đức trong thời kỳ Cộng hoà Weimar. Một nhà hoạt động quan trọng trong nỗ lực của quân đội Đức để tránh những hạn chế của Hiệp ước Versailles, Schleicher đã lên nắm quyền với tư cách là cố vấn chặt chẽ của Tổng thống Paul von Hindenburg. Năm 1930, ông là người có công trong việc lật đổ chính phủ của Hermann Müller và bổ nhiệm Heinrich Brüning làm Chancellor. Từ năm 1932, ông từng làm Bộ trưởng Chiến tranh trong nội các Franz von Papen, người mà ông ta đã làm Thẩm phán vào ngày 3 tháng 12. Trong nhiệm kỳ ngắn ngủi của mình, Schleicher thương lượng với Gregor Strasser về việc ly khai sau này của Đảng Quốc xã nhưng kế hoạch của họ thất bại. Chancellor sau đó đã đề nghị với Tổng thống Hindenburg giải tán Reichstag và nguyên tắc là một nhà độc tài trên thực tế, một lộ trình hành động mà Hindenburg đã từ chối. Vào ngày 28 tháng 1 năm 1933, đối mặt với một bế tắc chính trị và sức khoẻ xấu đi, Schleicher từ chức và đề nghị bổ nhiệm Adolf Hitler làm người thay thế ông. Mười bảy tháng sau đó, ông bị sát hại theo lệnh của Hitler trong Đêm của những con dao dài.